# Australobolbus parvus
Australobolbus parvus is een keversoort uit de familie mesttorren (Geotrupidae). De wetenschappelijke naam van de soort werd in 1989 gepubliceerd door Henry Fuller Howden.